# Stazione di Muratella
Stazione di Muratella vasútállomás Olaszországban, Róma településen.

## Vasútvonalak
Az állomást az alábbi vasútvonalak érintik:
- Pisa–Róma-vasútvonal

## Kapcsolódó állomások
A vasútállomáshoz az alábbi állomások vannak a legközelebb:
- Stazione di Magliana (Stazione di Orte, FL1)
- Stazione di Ponte Galeria (Stazione di Fiumicino Aeroporto, FL1)